# Marius Cultier
 (juillet 2021).
Œuvres principales
Concerto pour la fleur et l'oiseau
Marius Cultier, né le 23 avril 1942 aux Terres Sainville et mort le 23 décembre 1985 est un compositeur  pianiste auteur interprète français de la  Martinique.  Il remporte en 1958 à Porto Rico le 1er prix du Piano International Contest pour son interprétation de Round Midnight, œuvre de Thélonius Monk a seulement 16ans.

## Carrière
Il commence sa carrière  artistique à ses huit ans et se fait remarquer, un an plus tard, comme chef d’orchestre de l’ORTF, il n'a alors que neuf ans[Information douteuse].
Puis, il anime une émission radio intitulée « Punch en musique » qui connaît un grand succès auprès du public.  Avec Jack Gil, Jo Amable, Marius Cultier contribue à modifier le contexte culturel de toute une époque. À 14 ans, il devient orphelin de père et de mère. Ses grandes sœurs se chargent de son éducation.
À 20 ans, il compte une dizaine de disques à son actif. Il s’installe pendant 8 ans au Canada où il connait un rapide succès. En outre, il est engagé par la radio Canadienne comme animateur de plusieurs émissions. Entre 1970 et 1971, Marius Cultier se fait connaître du public Européen. En 1975, il se produit à l’Olympia. Il joue à Paris au Palais des Congrès sur invitation du président de la république, Valérie Giscard D’Estaing. En 1976, Marius Cultier se fait remarquer lors de la remise des prix de l’Académie de Jazz de Paris.
L’une des priorités de Marius Cultier a été de dresser un inventaire des œuvres musicales appartenant à l’Amérique du Sud et qui inclut certaines de ces compositions dont « Le Concerto pour l’oiseau et la fleur » interprété par Jocelyne Beroard. Une chanson qui reçoit le prix de la Chanson d’Outre-Mer à Paris en 1982.
En 1967, il s’envole pour le Canada où il restera près de huit ans en faisant des collaborations avec des artistes prestigieux commeMiles Davis, Dionne Warwick, Robert Charlebois, McCoy Tyner, B B King, Mongo Santamaria, Gerry Labelle, (Saxophoniste qui l’accompagne lors de prestations à l’Expo de Montréal en 1967) .
L’homme affectionne la biguine, la Mazurka, le jazz ainsi que le "latino". On le nommera plus tard "précurseur du créole jazz" , voire plus couramment "précurseur de la Biguine jazz". Il anime le punch en musique, une émission très populaire et appréciée du grand public. En 1963, il remporte le prix de "L’international Piano Contest" à Porto Rico.
Le 12 décembre 1982 à Paris, salle Gaveau, le compositeur Marius Cultier reçoit une récompense pour « Le concerto pour la Fleur et L’Oiseau » 1er Grand Prix de la chanson d’Outre-mer.
Son œuvre musicale fais de lui un précurseur du piano jazz caribéen et il est inscrit a titre posthume Marius Cultier comme collaborateur à l’avancement de la musique en Amérique USA et Canada au musée du N.A.M.M.,, en tant que musicien ayant contribué au rayonnement de la musique au niveau mondial.
Depuis le 30 novembre 2018, un lycée professionnel situé à Dillon en Martinique s'appelle le lycée Marius Cultier.

## Les titres les plus connus de Marius Cultier
Ouelélé -  Misié Siwo - Diamant - Laini - Souskaï - Ni Telman lontan (Eh Oui Doudou) - Gadé Boudin Madanm'- Mazouk souvenir - Zouk - Eso Guédé - The Way It Should Be - Easy - Zandoli - ki koulè Manmaw- Nestor - Sé woulé mwen ka woulé - Piano à Marius Cultier - Les Ailes d'un Oiseau - Jojo (instrumental) - Les Araignées.

## Discographie
- Si vous ne connaissez pas le sujet, laissez ce bandeau (vous pouvez alors contacter les auteurs).
- Si vous supprimez le contenu mis en cause (vous pouvez préalablement contacter les auteurs),

argumentez précisément cette suppression dans la page de discussion
(un manque de référence n'est pas un argument ; une recherche réelle de référence doit avoir été effectuée, être formellement documentée).
| Année | Nom de l'album                    | Label                      | Genre[réf. nécessaire]                           | Pays              |
| ----- | --------------------------------- | -------------------------- | ------------------------------------------------ | ----------------- |
| 1963  | Los Cubonos et Marius Cultier     | La maison des Merengue     | Latin, folk, world, calypso, merengue            | Martinique        |
| 1963  | Los Cubonos et Marius Cultier (2) | La maison des Merengue     | Latin, folk, world, calypso, merengue            | Martinique        |
| 1969  | Marius de la Martinique           | London records             | Jazz, latin                                      | Canada            |
| 1970  | À la Place des Arts               | Trans-world                | Jazz, latin, funk / soul, folk, world et country | Canada            |
| 1970  | Marius Cultier                    | Trans-world                | Jazz, latin, funk / soul, folk, world et country | Canada            |
| 1975  | Oulele Souskai                    | Fiesta/Creole stream music | Zouk, jazz-Funk                                  | France            |
| 1976  | The Way                           | Magic Disco                | Jazz, latin, funk / soul, folk, world et country | Martinique Canada |
| 1977  | Marius Cultier                    | Magic Disco                | Jazz, latin, funk / soul, folk, world et country | France            |
| 1983  | La fleur et l'oiseau              | MGC Productions            | Jazz, folk, world et country                     | France            |

## Hommage

### Musique
le 23 juillet 2021, Big In Jazz Collective réinventent neuf titres antillaises dont Concerto pour la fleur et l’oiseau.